# Жили три холостяки
«Жили три холостяки» — радянська двосерійна кінокомедія режисера Михайла Григор'єва, що вийшла у 1973 році. Екранізація водевілю Володимира Диховичного «Весільна подорож».

## Сюжет
Три молодих аспіранта — Марк (Михайло Поляк), Андрій (Всеволод Абдулов) і Костянтин (Володимир Носик) — збираються в експедицію і в ім'я науки клянуться залишатися холостяками на найближчі півроку. Вони і не підозрюють, що дуже скоро їм доведеться розлучитися зі своїм холостим життям. Але наступного дня до них в гуртожиток вселяється нова студентка. Один з друзів дав клятву, будучи вже одруженим, не дивно, що з його допомогою й інші дуже швидко знаходять собі наречених.

## У ролях
- Борис Чирков —  Олександр Олександрович Синельников, професор-океанолог
- Михайло Поляк —  Марк Борисович Громов
- Всеволод Абдулов —  Андрій Васильович Птіцин
- Володимир Носик —  Костянтин Аркадійович
- Наталія Беспалова —  Настя Ковальова, студентка
- Тетяна Федорова —  Зоя Олександрівна, онука професора Синельникова
- Світлана Крючкова —  Ольга Атаманенко, штурман далекого плавання
- Олександр Бєлявський —  коментатор подій, що відбуваються у фільмі
- Микита Богословський — камео

## Знімальна група
- Автор сценарію: П. Сілуянов (за водевілем Володимира Диховичного «Весільна подорож»)
- Режисер-постановник: Михайло Григор'єв
- Головні оператори:
  - Олександр Шеленков
  - Іоланда Чен
- Головний художник: Георгій Турильов
- Звукооператор: Ю. Рабинович
- Композитор: Микита Богословський
- Текст пісень: Михайло Таніч
- Державний симфонічний оркестр кінематографії
  - Диригент: А. Кремер
- Директор фільму: Наум Поляк
- Заступник директора картини: Сергій Каграманов